# Benedikt Burgauer
Benedikt Burgauer (* 1. August 1494 in St. Gallen; † 10. Januar 1576 in Isny) war ein Schweizer Theologe und Reformator.

## Leben
Burgauer immatrikulierte sich 1508 an der Universität Leipzig, wechselte 1512 an die Universität Krakau, wo er den akademischen Grad eines Baccalaureus der Theologie und eines Magisters artium erwarb. Nach dem Abschluss seiner Studien wurde er in Marburg als Prediger ordiniert und ging 1519 nach St. Gallen, wo er als Gemeindepfarrer tätig wurde.
Als Humanist hatte er Beziehungen zu Vadian, den er unterstützte und dem er bei der Einführung der Reformation half. Auch die Zürcher Reformation ging nicht spurlos an ihm vorüber. So nahm er 1523 an einer Disputation in Zürich teil und beteiligte sich an Reformation in St. Gallen von 1524 bis 1525. Als Vertreter St. Gallens wohnte er den Disputationen in Baden 1526 und in Bern 1528 bei. 
Im Jahr 1528 schrieb er noch an Erasmus von Rotterdam, richtete sich aber, als er in ein Pfarramt in Schaffhausen überging und dort heiratete, stärker nach Luthers Auffassung aus. Bei den Vorgesprächen zur Wittenberger Konkordie galt er als Lutheraner. 
Die Auseinandersetzungen mit seinem Mitpfarrer, dem Zwinglianer Erasmus Ritter, hatten zur Folge, dass er Schaffhausen verließ und sich nach Württemberg begab. Zuerst 1540 nach Tuttlingen am Sankt Margrethen, dann 1541 nach Lindau. Bereits 1545 wurde er als unruhiger Geist bezeichnet und entlassen. Burgauer ging nun nach Isny, wo er noch 30 Jahre lang wirken konnte.